# 이요하 오사무 헨리
이요하 오사무 헨리(일본어: イヨハ 理 ヘンリー, 1998년 6월 23일~)는 일본의 축구 선수이다.

## 구단 경력
그는 2017년 J1리그의 산프레체 히로시마에 입단했다. 2018년 J2리그의 FC 기후로 임대 이적했다. 2019년후 J3리그에 강등했다. 2020년까지 41경기에 출전하여, 1득점을 넣었다. 2021년부터 2023년까지 가고시마 유나이티드 FC, 로아소 구마모토, 교토 상가 FC에서 뛰었다. 2024년 산프레체 히로시마로 복귀했다. 2025년 J2리그의 RB 오미야 아르디자로 이적했다.